# Рау, Карл Генрих
Карл Генрих Рау (23 ноября 1792, Эрланген, Бавария — 18 марта 1870) — немецкий экономист.

## Жизнь

### Начало карьеры
Родился в Эрлангене, Бавария. С 1808 по 1812 год учился в университете Эрлангена-Нюрнберга, где впоследствии оставался доцентом. В 1814 году получил премию, предложенную академией Гёттинген за рассмотрение вопроса о том, как можно устранить недостатки, вытекающие из упразднения торговых гильдий. Его значительно мемуары, были опубликованы в 1816 году под названием Über das Zunftwesen und die Folgen seiner Aufhebung. В том же году появились его «Primae lineae historiae politices».

### Преподавание и научные исследования
В 1818 году стал профессором в университете Эрлангена-Нюрнберга. В 1822 году был призван на кафедру политической экономии в Гейдельбергском университете, где провел остаток своей жизни, в основном, в преподавании и исследованиях. Он принимал участие, в общественных делах: в 1837 году был назначен членом первой палаты герцогства Баденского, а в 1851 году был одним из комиссаров, посланных в Англию со стороны Цольферайна для изучения промышленной выставки. Результатом этой миссии стал его отчет о сельскохозяйственных орудиях, выставленных в Лондоне (Die landwirthschaftlichen Geräthe der Londoner Ausstellung, 1853). В 1856 году был избран членом-корреспондентом французского Института. Умер в Гейдельберге 18 марта 1870 года.

## Труды
Его главный труд — «Lehrbuch der politischen Ökonomie» (1826—1837), энциклопедия экономических знаний своего времени, написанная с особой целью для руководства людьми. Три тома посвящены соответственно: 1) политической экономии, или теории богатства, 2) административной науке (Volkswirthschaftspolitik) и 3) финансам. Два последних тома, он признает допускающими вариации в соответствии с особыми обстоятельствами различных стран, тогда как первый более близок к точным наукам и во многих отношениях может быть рассмотрен или, по крайней мере, проиллюстрирован математически. По экономике он принимает общую позицию Адама Смита и Сэя, но сохраняет тенденцию выступать за расширение экономических функций государства.
Тройное деление этой работы отмечает его тесную связь со старыми немецкими писателями-камералистами, с творчеством которых он был хорошо знаком. Вследствие этого соответствия и его внимания к административным приложениям его трактат был особенно приспособленным для использования чиновничьим классом и долго сохранял свое положение в качестве специального учебника. Книга выдержала множество изданий; в 1870 году Адольф Вагнер переработал её в новую книгу.
В начале своей научной жизни Рау сильно тяготел к относительной точке зрения и историческому методу в экономике, но фактически никогда не присоединялся к исторической школе экономики. Занимал несколько неопределенную позицию по отношению к этой школе.
Его общие достоинства — тщательность обращения, точность изложения и взвешенность суждений; он проявлял большое усердие в сборе статистических фактов и умение пользоваться ими; его изложение упорядочено и ясно.

## Другие публикации
- Ansichten der Volkswirthschaft, 1821;
- Malthus und Say über die Ursachen der jetzigen Handelsstockung, 1821;
- Grundriss der Kameralwissenschaft oder Wirthschaftslehre, 1823;
- Über die Kameralwissenschaft, Entwickelung ihres Wesens und ihrer Theile, 1825;
- Über die Landwirthschaft der Rheinpfalz, 1830; and Geschichte des Pfluges, 1845.

Рау основал в 1834 году «Archiv der Politischen Oekonomie und Polizeiwissenschaft», в котором написал ряд статей, впоследствии изданных в отдельном виде: среди них можно назвать статьи о долгах Бадена, о присоединении Бадена к Германскому таможенному союзу, о кризисе Германского таможенного союза летом 1852 года, об американских банках, об английском законе о бедных.
- Основные начала финансовой науки / Пер. с 5 нем. изд. Т. 1—2. — Санкт-Петербург, 1867—1868.